# Одеська державна академія технічного регулювання та якості
Одеська державна академія технічного регулювання та якості — колишній вищий навчальний заклад III-IV рівня акредитації. У 2021 р. внаслідок реорганізації, разом з Одеською національною академією зв'язку (ОНАЗ) імені О. С. Попова, утворив Державний університет інтелектуальних технологій і зв'язку.

## Історія
У 1945 році на підставі подання колегії Комітету із справ мір та вимірювальних приладів при Раді народних комісарів СРСР від 15 червня 1945 року і Постанови Ради народних комісарів СРСР від 2 вересня 1945 року № 13091-р було створено Одеський технікум вимірювань.
Одеський технікум вимірювань, як базовий навчальний заклад Держстандарту СРСР, мав свої філії і навчально-консультаційні пункти в містах: Москва, Харків, Ленінград, Свердловськ, Новосибірськ, Біла Церква, Хабаровськ. В 1977 році на базі філій Одеського технікуму вимірювань були утворені Московський та Свердловський середні спеціальні навчальні заклади РРФСР.
Наказом Державного комітету СРСР із стандартів від 20 квітня 1984 року створена Білоцерківська філія Одеського технікуму вимірювань.
Відповідно до Розпорядження Ради Міністрів СРСР від 1 березня 1990 року № 306, наказу Державного комітету СРСР по народній освіті від 29 квітня 1990 року № 293 «Про створення вищих професійних училищ» та наказу Держстандарту СРСР від 27.04.1990 року № 406 на базі Одеського технікуму вимірювань було створено Одеське вище училище метрології та якості.
У зв'язку з проголошенням незалежності України та відповідно до Закону України «Про підприємства, установи, організації, що розташовані на території України» наказом від 28 листопада 1991 року № 44 Державного комітету України по стандартизації, метрології та сертифікації училище було перейменовано в Одеське вище училище метрології та якості Держстандарту України.
Відповідно до рішення Міжгалузевої акредитаційної комісії від 18 червня 1993 року (протокол № 5/2), колегії Міністерства освіти України від 23 червня 1993 року (протокол № 13/2), наказу від 31 серпня 1993 року № 122 Держстандарту України училище було реорганізовано в Одеський коледж стандартизації, метрології та сертифікації.
На базі Одеського коледжу стандартизації, метрології та сертифікації згідно Розпорядження Кабінету Міністрів України від 20 квітня 2007 року N 211 — р створено ВНЗ «Одеський державний інститут вимірювальної техніки».
Відповідно до Розпорядження Кабінету Міністрів України від 26 січня 2011 року № 57-р Одеський державний інститут вимірювальної техніки реорганізовано в Одеську державну академію технічного регулювання та якості.
У 2021 р. внаслідок реорганізації, разом з Одеською національною академією зв'язку (ОНАЗ) імені О. С. Попова, утворив Державний університет інтелектуальних технологій і зв'язку.

## Здобутки та репутація
За роки існування навчального закладу підготовлено понад 40 тисяч фахівців для республік колишнього Радянського Союзу, України та 38 країн далекого зарубіжжя, серед яких: Республіка Куба, Монгольська Народна Республіка, Республіка Конго, Нігерія, Афганістан, Ірак, Венесуела, Лівія та інші.
За значний внесок у розвиток освіти і науки в галузі стандартизації, метрології, сертифікації та захисту прав споживачів, вагомі досягнення у науково-педагогічній діяльності, якісну підготовку фахівців академія нагороджена Почесною грамотою Кабінету Міністрів України, а також орденами ДРУЖБИ Соціалістичної Республіки В'єтнам і Народно-демократичної Республіки Лаос, численними грамотами та дипломами інших країн.

## Керівництво
Коломієць Леонід Володимирович — ректор, доктор технічних наук, професор. Заслужений працівник сфери послуг України. Почесний працівник Держспоживстандарту України. Відмінник освіти України. Перший віце-президент Міжнародної Академії Стандартизації.

## Структура академії
До Одеської державної академії технічного регулювання та якості належать:
1. Коледж Одеської державної академії технічного регулювання та якості — м. Одеса, вул. Ковальська, 15.
2. Білоцерківська філія Одеської державної академії технічного регулювання та якості — м. Біла Церква, вул. Січневого прориву, 84.
3. Інститут підвищення кваліфікації фахівців в галузі технічного регулювання та споживчої політики — м. Київ, вул. Юлії Здановської, 18 (ст. м. Васильківська).

## Акредитація
На підставі аналізу інформації, яка була представлена представниками трудового колективу, студентської молоді та Наглядової ради академії під час зустрічі з Міністром освіти і науки Квітом С. М. листом від 29.12.2014 № 1/11-20693 Одеська державна академія технічного регулювання та якості виключена з Переліку вищих навчальних закладів, зазначених у листі Міністерства від 28.11.2014 № 1/9-616 «Щодо оптимізації мережі вищих навчальних закладів».